# Beverbeek Classic 2005
La Beverbeek Classic 2005, ottava edizione della corsa, valida come evento dell'UCI Europe Tour 2005 categoria 1.2, si svolse il 26 febbraio 2005 su un percorso di circa 169 km. Fu vinta dal belga Jarno Van Mingeroet, che terminò la gara in 3h 56' 00" alla media di 42,966 km/h.
Dei 191 ciclisti alla partenza 143 portarono a termine la competizione.

## Ordine d'arrivo (Top 10)
| Pos. | Corridore           | Squadra        | Tempo    |
| ---- | ------------------- | -------------- | -------- |
| 1    | Jarno Van Mingeroet | Profel         | 3h56'00" |
| 2    | Hans Dekkers        | Rabobank Cont. | s.t.     |
| 3    | Steve Schets        | Bodysol        | s.t.     |
| 4    | Tristan Valentin    | Auber 93       | s.t.     |
| 5    | Kenny van Hummel    | Eurogifts.com  | s.t.     |
| 6    | Martijn Maaskant    | Van Vliet      | s.t.     |
| 7    | Kurt Wouters        | Bouwelse       | s.t.     |
| 8    | Kristof De Zutter   | Bodysol        | s.t.     |
| 9    | Jurgen Van Pelt     | Bert Story     | s.t.     |
| 10   | Kenny De Haes       | Amuzza.com     | s.t.     |